# Akustička rezonancija
Akustička rezonancija nastaje kada se na titranje pobudi zračni stupac u određenom prostoru i u njem stvore stojni valovi. Poželjna je kod glazbala sa žicama (rezonantne kutije, na primjer violine i gitare) te u određenim uvjetima u koncertnim dvoranama ili kazalištima, a nepoželjna u radnim prostorima kao što su tvorničke dvorane u kojima povećava buku. Akustički rezonatni sustavi su tvorevine unutar kojih titra zrak. To titranje se, u osnovi, može pojaviti u dva oblika. Prvi oblik se pojavljuje, na primjer, u zvučničkoj bas-refleksnoj kutiji gdje masa zraka u otvoru bas-refleksa stupa u rezonanciju s elastičnošću zraka zatvorenog u samoj zvučničkoj kutiji. Drugi oblik takvog titranja javlja se u obliku stojnog vala stupca zraka zatvorenog u dugoljast prostor s otvorom na vrhu i osnova je konstrukcije brojnih glazbenih instrumenata.

## Objašnjenje
Žica jednog muzičkog instrumenta ne bi davala ni ugodan, a ni glasan ton kad se ne bi nalazila nad drvenom šupljom kutijom. U tom slučaju prenosi se titranje žice na zrak u kutiji koja mora biti takve veličine da frekvencija žice i zraka u kutiji budu iste. Potaknemo li glazbenu viljušku udarcem na titranje, jedva ćemo čuti njen ton, ali kad stavimo viljušku na stol, čut ćemo znatno glasniji ton. Viljuška slabo prenosi svoje titranje na zrak, ali u slučaju rezonancije (na primjer sa stolom) prenošenje je mnogo jače. Stavimo li glazbenu viljušku nad otvorenu drvenu kutiju nekog glazbala, gdje akustična rezonancija nastupa sa zrakom kutije, ton će biti vrlo glasan. U tom slučaju nastaje maksimalno prenošenje energije titranja s viljuške na zrak u kutiji. Budući da na otvorenom kraju kutije nastaje trbuh longitudinalnih valova, titraji se nesmetano šire kroz zrak. Pojačavanje tona rezonantnim dnom nije uzrokovano pojačanom energijom titranja već prijenosom energije titranja na bolji radijator, to jest na jedno tijelo koje je u stanju da te titraje bolje emitira kao val na okolni zrak. Stavimo li na stol dvije glazbene viljuške tako da im otvori kutija stoje nasuprot i udarimo jednu viljušku, oglasit će se druga kada rukom zaustavimo titranje prve. 
Rezonantno dno glazbala treba da preuzme od izvora titranja, ne samo ton iste visine, to jest iste frekvencije, već i sve tonove koje glazbalo stvara. No sposobnost rezonancije nije ista za različite frekvencije. Tako se neki gornji harmonični tonovi jače ističu, a drugi slabije, pa je prema tome ljepota i boja tona ovisna o obliku rezonantnog dna. Kod dobrih glazbala, na primjer Stradivarijevih violina, viši tonovi nisu jači od osnovnog tona, dok je obratna stvar kod slabijih glazbala. Naprave pomoću kojih se energija titranja bolje prenosi na okolni zrak zovu se rezonatori. 
Rezonancija nije samo važna kod glazbala nego i kod strojeva kod kojih može biti toliko jaka da je opasna za sam stroj. Poznato je da se kod rada nekog stroja trešnja prenosi i na njegovo postolje, pa čak i na cijelu zgradu. U slučaju rezonancije mogu se titraji toliko pojačati da se postolje razbije i stroj uništi. Takva rezonancija koja nastupa na primjer zbog trešnje i rada strojeva zove se mehanička rezonancija.

### Titranje žice glazbala
Napeta i na krajevima učvršćena žica može izvoditi transverzalne mehaničke titraje, okomito na smjer žice. Time što je žica na krajevima učvršćena već je unaprijed određeno da se na njenim krajevima stvaraju čvorovi stojnog vala. Povučemo li gudalom po sredini žice, ona će izvoditi harmonijsko titranje i pri tom ćemo čuti ton. Onaj ton koji nastaje kod titranja žice gdje je samo jedan trbuh po sredini zove se osnovni ton. Tome osnovnom tonu pripada osnovna frekvencija f0 i valna duljina λ0. Kako je razmak od čvora do čvora, to jest duljina l žice jednaka polovini valne duljine, to jest:
{\displaystyle l={\frac {\lambda _{0}}{2}}}
a jer je:
{\displaystyle \lambda _{0}={\frac {v}{f_{0}}}}
gdje je v - brzina zvuka, to je:
{\displaystyle l={\frac {v}{2\cdot f_{0}}}}
pa je:
{\displaystyle f_{0}={\frac {v}{2\cdot l}}}
Znači da je broj titraja obrnuto razmjeran s duljinom žice, to jest duža žica imat će manji broj titraja nego kraća. 
Dotaknemo li napetu žicu prstom u sredini i stavimo li je u titranje, pa onda prst uklonimo, žica će titrati tako da će imati 3 čvora i 2 trbuha i ćut ćemo prvi gornji ton. Valna duljina je sada: 
{\displaystyle \lambda _{1}={\frac {1}{2\cdot \lambda _{0}}}}
a frekvencija f1. Iz toga proizlazi da je:
{\displaystyle {\frac {v}{2\cdot f_{1}}}={\frac {v}{2\cdot f_{0}}}}
pa je:
{\displaystyle f_{1}=2\cdot f_{0}}
Znači da je sada frekvencija dvostruko veća od osnovne frekvencije. 
Pritisnemo li žicu u svakoj trećini njene duljine, nastat će na njoj 4 čvora i dobit ćemo drugi gornji ton. Valna duljina je sada 
{\displaystyle \lambda _{2}={\frac {1}{3\cdot \lambda _{0}}}}
a frekvencija f2. Iz toga proizlazi da je:
{\displaystyle {\frac {v}{f_{2}}}={\frac {v}{3\cdot f_{0}}}}
pa je:
{\displaystyle f_{2}=3\cdot f_{0}}
Znači da je sada frekvencija trostruko veća od osnovne frekvencije. 